# He Never Died
He Never Died  este un film de groază scris și regizat de Jason Krawczyk. În rolul principal a interpretat actorul Henry Rollins ca Jack / Cain.
A fost produs de studiourile 108 Media și Alternate Ending Studios și a avut premiera la 18 decembrie 2015 la South by Southwest, fiind distribuit de Netflix. Coloana sonoră a fost compusă de James Mark Stewart. 

## Rezumat
Protagonistul filmului, Jack (Henry Rollins), și-a transformat în mod deliberat viața într-o rutină pentru a evita pofta de canibalism. El evită comunitatea, părăsind casa doar pentru a mânca la o cafenea locală, a juca bingo și pentru a primi sânge de la Jeremy (Boo Boo Stewart), un student de la spitalul local. Într-o zi, întorcându-se acasă, Jack se întâlnește cu bandiții Steve și Shorty, care îl caută pe Jeremy.

## Distribuție
Au interpretat actorii:
- Henry Rollins - Jack / Cain
- Booboo Stewart - Jeremy
- Steven Ogg - Alex
- Jordan Todosey - Andrea Huntsman, fiica lui Jack
- Kate Greenhouse - Cara
- James Cade - Short
- Michael Cram - Tim
- David Richmond-Peck - Steve
- Elias Edraki -  Ben
- Walter Alza - Derrick
- Don Francks -  The Man with the Goatee
- Aron Tager - an announcer